# ستيف توم
ستيف توم (بالإنجليزية: Steve Tom)‏ (ولد 20 سبتمبر 1953) هو ممثل أمريكي . و قد لعب أدوار كضيف شرف في عدد من المسلسلات التليفزيونية الأمريكية منها رجلان ونصف وإي آر وإن واي بي دي بلو ودريك أند جوش ونظام الخلايا السرية والجناح الغربي وبريزون بريك و غيرها من المسلسلات التليفزيونية .
كما ظهر أيضا في العديد من الأفلام السينمائية منها First Daughter والطفل ونبض وRendition و الفيلم القادم المتحولون: ثأر الهاوي .

## وصلات خارجية
- ستيف توم على موقع IMDb (الإنجليزية)
- ستيف توم على موقع ألو سيني (الفرنسية)
- ستيف توم على موقع أول موفي (الإنجليزية)
- ستيف توم على موقع قاعدة بيانات الأفلام السويدية (السويدية)
- ستيف توم على موقع قاعدة بيانات الفيلم (الإنجليزية)
- ستيف توم على موقع كينوبويسك (الروسية)

- صفحته على IMDB